# سیارک ۷۵۰۶
سیارک ۷۵۰۶ (به انگلیسی: 7506 Lub، نامگذاری:4837P-L) هفت هزار و پانصد و ششمین سیارک کشف شده‌است که در ۲۴ سپتامبر ۱۹۶۰ کشف شد.
قدر مطلق سیارک برابر ۱۴٫۱۰ است.